# Ozero Vovijelno
Ozero Vovijelno (ryska: Озеро Вовиельно) är en sjö i Belarus.   Den ligger i voblasten Brests voblast, i den centrala delen av landet, 200 km söder om huvudstaden Minsk. Ozero Vovijelno ligger 122 meter över havet.
Trakten runt Ozero Vovijelno består till största delen av jordbruksmark. Runt Ozero Vovijelno är det glesbefolkat, med 20 invånare per kvadratkilometer.